# FMI Air
FMI Air war eine myanmarische Fluggesellschaft mit Sitz in Rangun und Basis auf dem Rangun International Airport.

## Geschichte
FMI Air wurde als Charterfluggesellschaft im September 2012 als FMI Air Charter gegründet. Im Jahr 2013 entschloss sich die Fluggesellschaft, eigene Flugzeuge zu kaufen und Linienflüge anzubieten. Im Jahr 2014 wurde die Gesellschaft auf den heutigen Namen FMI Air umbenannt.

## Flugziele
FMI Air bediente von Rangun aus Ziele innerhalb Myanmars.

## Flotte
Mit Stand Oktober 2018 besaß FMI Air keine eigenen Flugzeuge mehr.
In der Vergangenheit wurden Flugzeuge des Typs ATR 72-600, Bombardier CRJ-100 und Bombardier CRJ-200 eingesetzt.